# رافاييل كولادو غارسيا
رافاييل كولادو غارسيا (بالإسبانية: Rafael Collado García)‏ هو لاعب كرة قدم إسباني في مركز الدفاع، ولد في 1 يوليو 1969 في البسيط في إسبانيا. لعب مع نادي ألباسيتي.